# Taüll
Taüll ist ein Dorf der Gemeinde Vall de Boí in der Provinz Lleida der Autonomen Gemeinschaft Katalonien in Spanien. Es liegt am Rande der Pyrenäen in der nordöstlichen Ecke der Comarca Alta Ribagorça.

## Allgemeines
Der Name des Dorfes bedeutet ATA-ULI („der Gipfel des Dorfes“). Es liegt auf 1520 Meter Höhe im Tal des gleichnamigen Flusses Sant Martí. Westlich des Dorfes mündet der Sant Martí in den Noguera de Tor. Das Dorf ist durch eine Schlucht in zwei Teile geteilt. Der untere Teil wird La Guinsa und der obere Lo Barri genannt.

## Geschichte
Im Jahr 806 befreite der Graf von Tolosa die Region von der muslimischen Herrschaft, denen sie Tribut pflichtig waren. Das Dorf fiel später in die Abhängigkeit vom Bistum Urgell.
262 Einwohner lebten im Jahr 2005 in Taüll.

## Sehenswürdigkeiten
Zu den Sehenswürdigkeiten des Dorfes gehören die romanischen Kirchen Sant Climent de Taüll und Sant Maria de Taüll. Beide Kirchen gehören seit dem Jahr 2000 zum Welterbe.